# Rheinfall

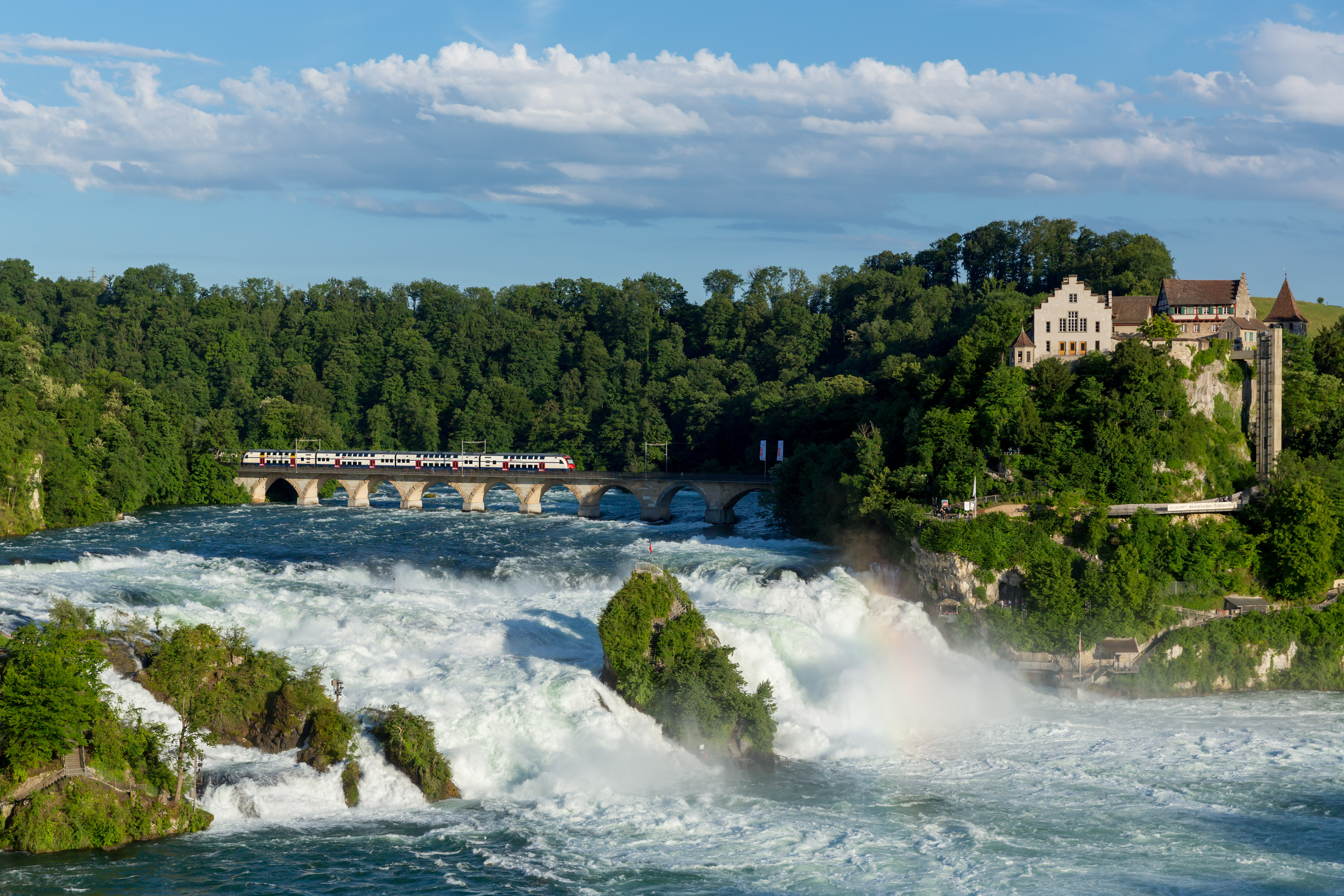
Rheinfall mit Schloss Laufen

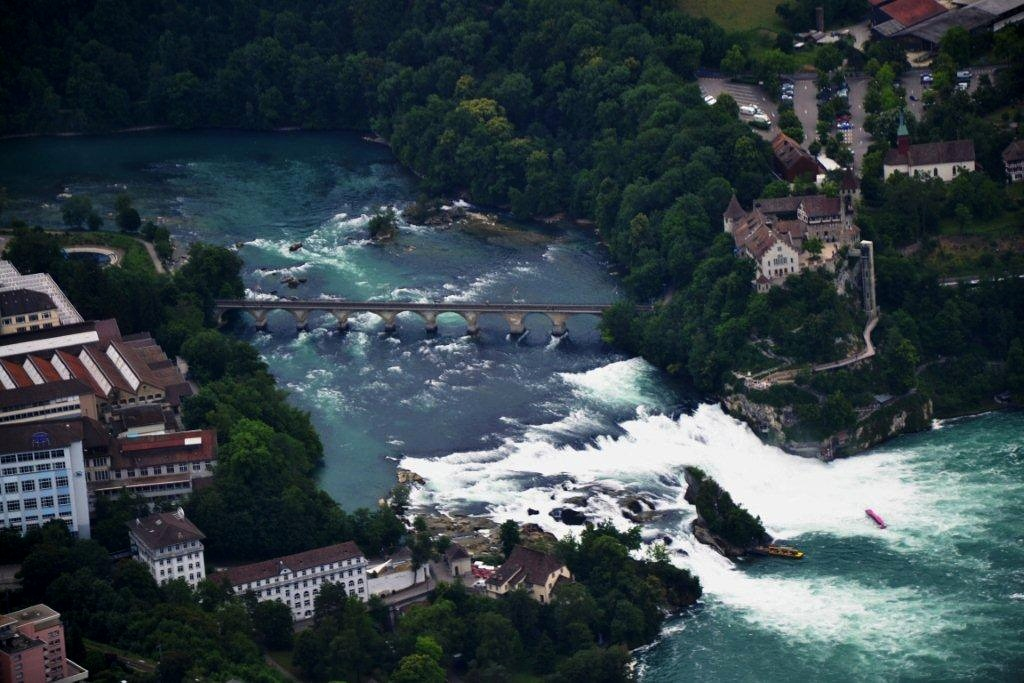
Rheinfall

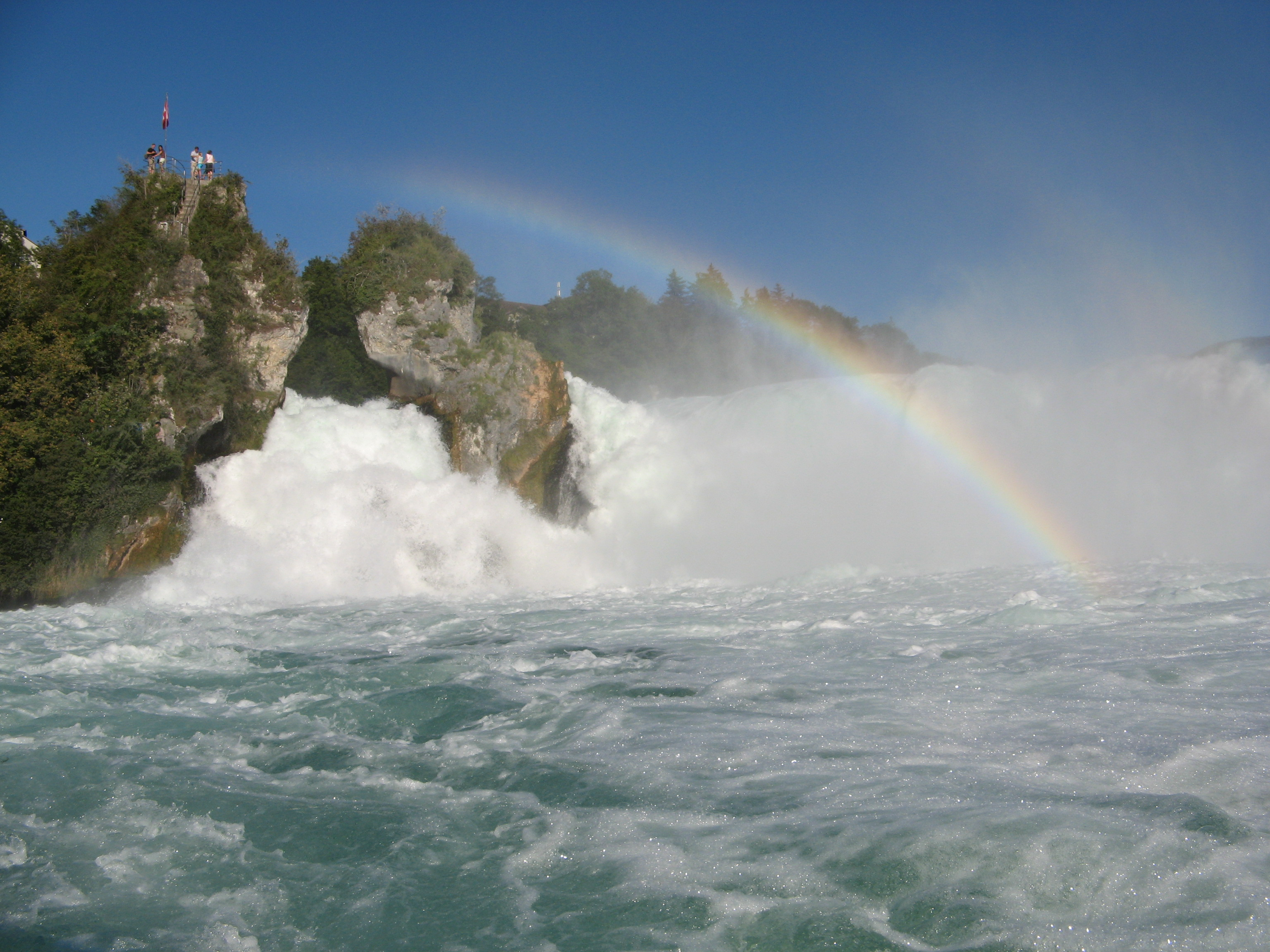
Rheinfall

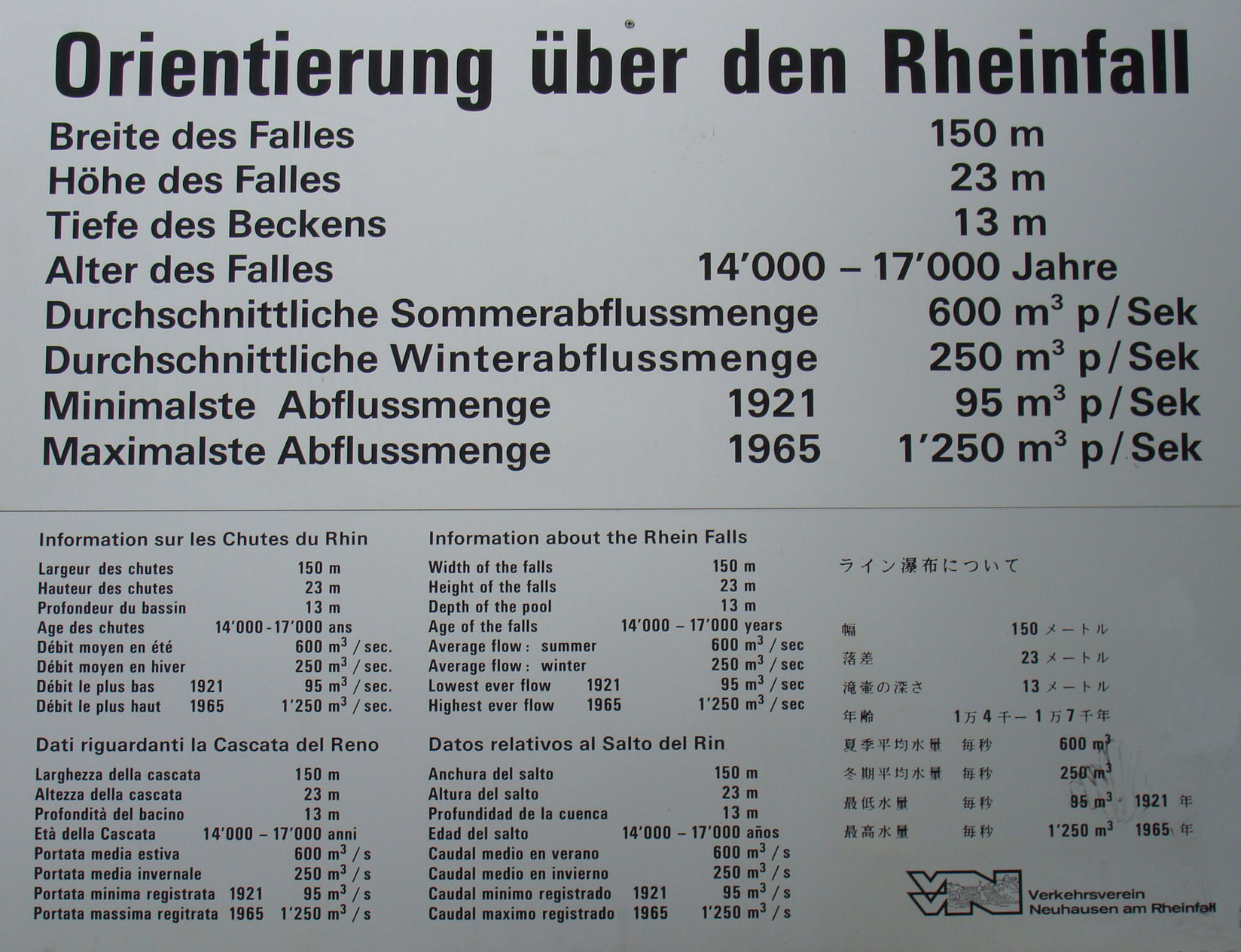
Orientierungstafel

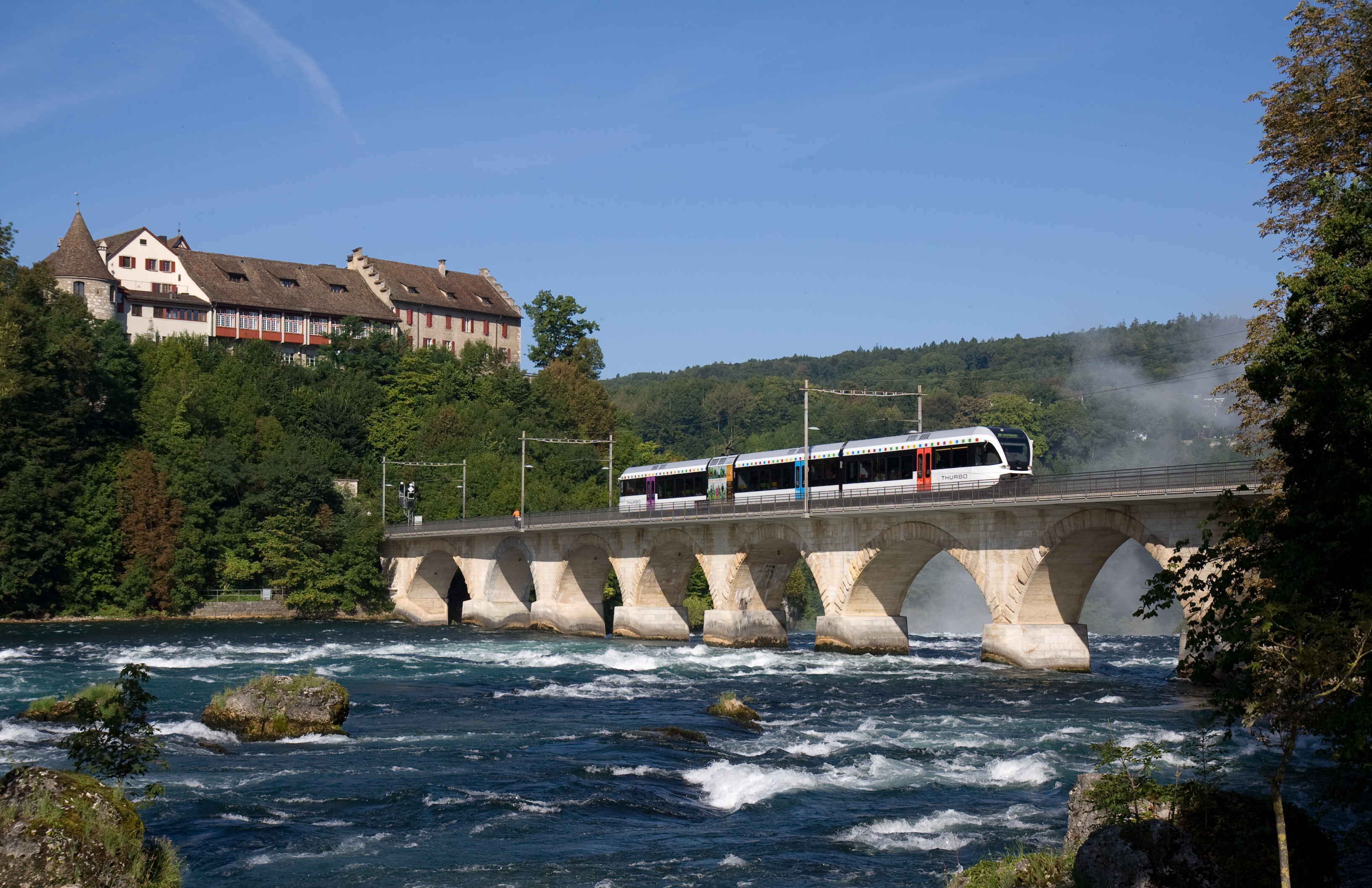
Rheinfallbrücke mit Schloss Laufen

Der Rheinfall (alemannisch resp. schweizerdeutsch Rhyfall [ˈriːfalː], italienisch Cascate del Reno, französisch Chutes du Rhin, rätoromanisch Cascada dal Rain) ist mit einer Höhe von 23 Metern und einer Breite von 150 Metern einer der mächtigsten Wasserfälle Europas. Er befindet sich in der Schweiz auf dem Gebiet der Gemeinden Neuhausen am Rheinfall im Kanton Schaffhausen (rechtsufrig) und Laufen-Uhwiesen im Kanton Zürich (linksufrig), etwa vier Kilometer südwestlich unterhalb der Stadt Schaffhausen.

## Bedeutung

Panorama des Rheinfalls

Der Rheinfall gehört mit dem gleich hohen Sarpsfossen in Norwegen und dem doppelt so hohen Dettifoss auf Island zu den drei grössten Wasserfällen in Europa. Dabei ist der Sarpsfossen mit durchschnittlich 577 m³/s wasserreicher, jedoch komplett durch Kraftwerksbauten verstellt. Der Dettifoss führt nur etwa halb so viel Wasser, ist aber als Einziger der drei Fälle vollkommen unberührt.

## Beschreibung
Auf dem Weg vom Bodensee nach Basel stellen sich dem Hochrhein mehrfach widerstandsfähige Gesteine in den Weg, die das Flussbett verengen und die der Fluss in Stromschnellen und einem Wasserfall, dem Rheinfall, überwindet. Früher wurde der Rheinfall auch als Grosser Laufen bezeichnet, zur Unterscheidung vom einstigen Kleinen Laufen und dem noch bestehenden Mittleren Lauffen.
Der Rheinfall hat eine Höhe von 23 Metern und eine Breite von 150 Metern. Der Kolk in der Prallzone hat eine Tiefe von 13 Metern. Bei mittlerer Wasserführung des Rheins stürzen im Rheinfall 373 Kubikmeter Wasser pro Sekunde über die Felsen (mittlerer Sommerabfluss: etwa 600 m³/s). Die höchste Abflussmenge wurde im Jahr 1965 mit 1250 Kubikmetern, die geringste Abflussmenge im Jahr 1921 mit 95 Kubikmetern pro Sekunde gemessen. Auch in den Jahren 1880, 1913 und 1953 war der Abfluss ähnlich gering.
Der Rheinfall ist von Fischen aufwärts nicht zu überwinden, ausser vom Aal. Dieser schlängelt sich seitwärts (ausserhalb des Flussbettes auf dem Land) über die Felsen hinauf.

## Entstehung
Der Felsuntergrund, der viel älter ist als der Rheinfall selbst, wie auch die bedeutend jüngeren geologischen Vorgänge während des gegenwärtigen Eiszeitalters führten zur Entstehung des Rheinfalls. Durch die allgemeinen Temperatursenkungen setzten vor rund 500 000 Jahren die ersten Gletschervorstösse ins Mittelland ein und gestalteten die heutige Landschaft. Bis zum Ende der Riss-Kaltzeit vor rund 200 000 Jahren floss der Ur-Rhein von Schaffhausen westlich durch den Klettgau. Dieses frühere Flussbett wurde wieder mit Alpenschotter (Molasse) aufgefüllt.
Vor etwa 120 000 Jahren wurde der Fluss bei Schaffhausen nach Süden abgelenkt und bildete die risszeitliche Rheinrinne. Der Rheinlauf unterhalb des Fallbeckens heute entspricht dieser Rinne, die wieder mit Schotter aufgefüllt wurde.
Während der letzten Eiszeit, der sogenannten Würmeiszeit, wurde der Rhein dann in weitem Bogen gegen Süden abgedrängt und erreichte oberhalb des Falles sein heutiges Bett auf hartem Malmkalk (Weissjura, Oberer Jura). Beim Übergang von den harten Malmkalken zur leicht abtragbaren risszeitlichen Schotterrinne entstand so vor rund 14 000 bis 17 000 Jahren der Rheinfall in seiner heutigen Form. Die Rheinfallfelsen (Grosser, besteigbarer Felsen und der Sage nach Seelentanzstein) bilden die Überreste der ursprünglich steil abfallenden Kalksteinflanke der einstigen Abflussrinne. Die sehr geringe bisherige erosive Überformung  der Fallstrecke erklärt sich durch die geringe Schleppfracht (Flussgeschiebe) des Rheins unterhalb des Bodensees.

## Tourismus

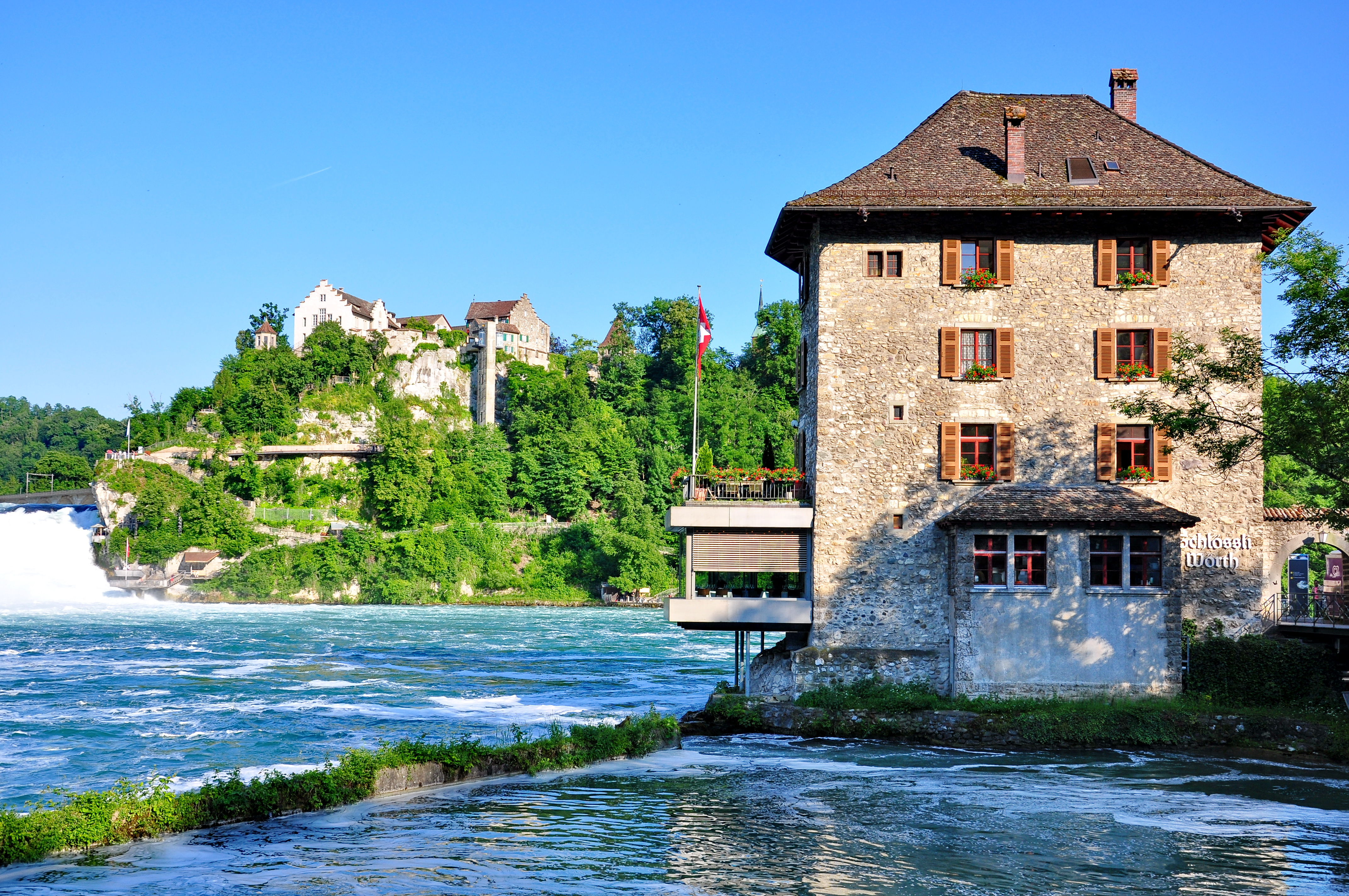
Schlössli Wörth, Rheinfall und Schloss Laufen im Hintergrund

Auf ausgebauten Wegen erreicht man auf beiden Rheinseiten Aussichtsplattformen. Diese ragen teilweise weit über den Rhein hinaus. Am Rheinfallbecken in Neuhausen am Rheinfall liegt das Schlösschen Wörth. Von hier aus kann man mit Ausflugsbooten dicht an den Rheinfall heranfahren und sich auch am mittleren Felsen absetzen lassen. Die Besteigung der Aussichtsplattform mit naher Sicht auf den Fall erfolgt über schmale und steile Treppen. Ausserdem werden kleine und grosse Rheinfallrundfahrten sowie die Übersetzung zum Schloss Laufen angeboten, das in Laufen auf der Zürcher Seite über dem Rheinfall thront und u. a. von einer Jugendherberge genutzt wird. Auf der südlichen Seite beim Schloss Laufen sind die Wege im Jahr 2008 saniert worden, und es wurde ein Glaslift installiert. Teile der Wege – der sogenannte Erlebnispfad, darunter die Aussichtsplattformen und der Lift – sind nun kostenpflichtig. Der Rheinfall wird regelmässig abends, jedoch nicht ganzjährig, durch eine Lichtanlage illuminiert. Im Jahr 2013 wurde er von 1 300 000 Besuchern besichtigt.
Am Rheinfall gibt es mehrere Restaurants und Verpflegungsstände aller Preisklassen. Einen besonderen Blick auf den Rheinfall bietet der Seilpark Adventure Park Rheinfall oberhalb des Schlösschens Wörth. Den Rheinfall sowie weitere Schweizer Sehenswürdigkeiten und Landschaften im Massstab 1:87 (Spur H0) zeigt Smilestones, die grösste Miniaturwelt der Schweiz in einer ehemaligen Fabrikhalle der SIG beim Bahnhof Neuhausen am Rheinfall.
Am und um den Rheinfall führen mehrere Wege:
- Kleiner Rundweg, 3,4 km, 1:00 h
- Rheinfall Rundweg, 7,2 km, 1:53 h

## Erreichbarkeit
Der Rheinfall ist mit öffentlichen Verkehrsmitteln, per Auto und Velo (Fahrrad) gut erreichbar.
Ab dem Schaffhauser Bahnhof gelangt man mit dem Trolleybus der Linie 1 Richtung Herbstäcker bis zur Haltestelle Neuhausen Zentrum (ebenfalls erreichbar mit der Autobus-Linie 6 Richtung Neuhausen SBB). Von dort aus folgt man zu Fuss den gelben Markierungen. Besuchern, die mit der Hochrheinbahn anreisen, empfiehlt sich der DB-Bahnhof Neuhausen Bad Bf. Dieser ist nur wenige Gehminuten vom Rheinfall entfernt (etwa 15 Minuten Fussweg). Seit 2016 befindet sich nördlich oberhalb des Rheinfalls die Haltestelle Neuhausen Rheinfall der Bahnstrecke Eglisau–Neuhausen. Sie wird bedient von der SBB S-Bahn S-9 Schaffhausen–Neuhausen Rheinfall–Zürich–Uster und S-22 Singen–Schaffhausen–Neuhausen Rheinfall–Jestetten. Zwei Personen-Aufzüge an der Haltestelle fahren direkt zum Rhein, unterhalb des Rheinfalls. Beim Schloss Laufen auf der anderen Seite des Rheins befindet sich zudem die SBB-Station Schloss Laufen am Rheinfall der Rheinfallbahn Schaffhausen–Winterthur.
Zwischen dem Rheinfall und der Schifflände in Schaffhausen verkehrt im Sommerhalbjahr die Bimmelbahn Rhyfall-Express und verbindet den Rheinfall mit den Schiffen der Schweizerischen Schifffahrtsgesellschaft Untersee und Rhein.
In Neuhausen und beim Schloss Laufen befinden sich grosse Parkplätze. Ab der Autostrasse A4 ist die Zufahrt zum Rheinfall ausgeschildert.

## Wirtschaftliche Nutzung

### Rheinkraftwerk Neuhausen

Historische Fotografie von Leo Wehrli, 1894

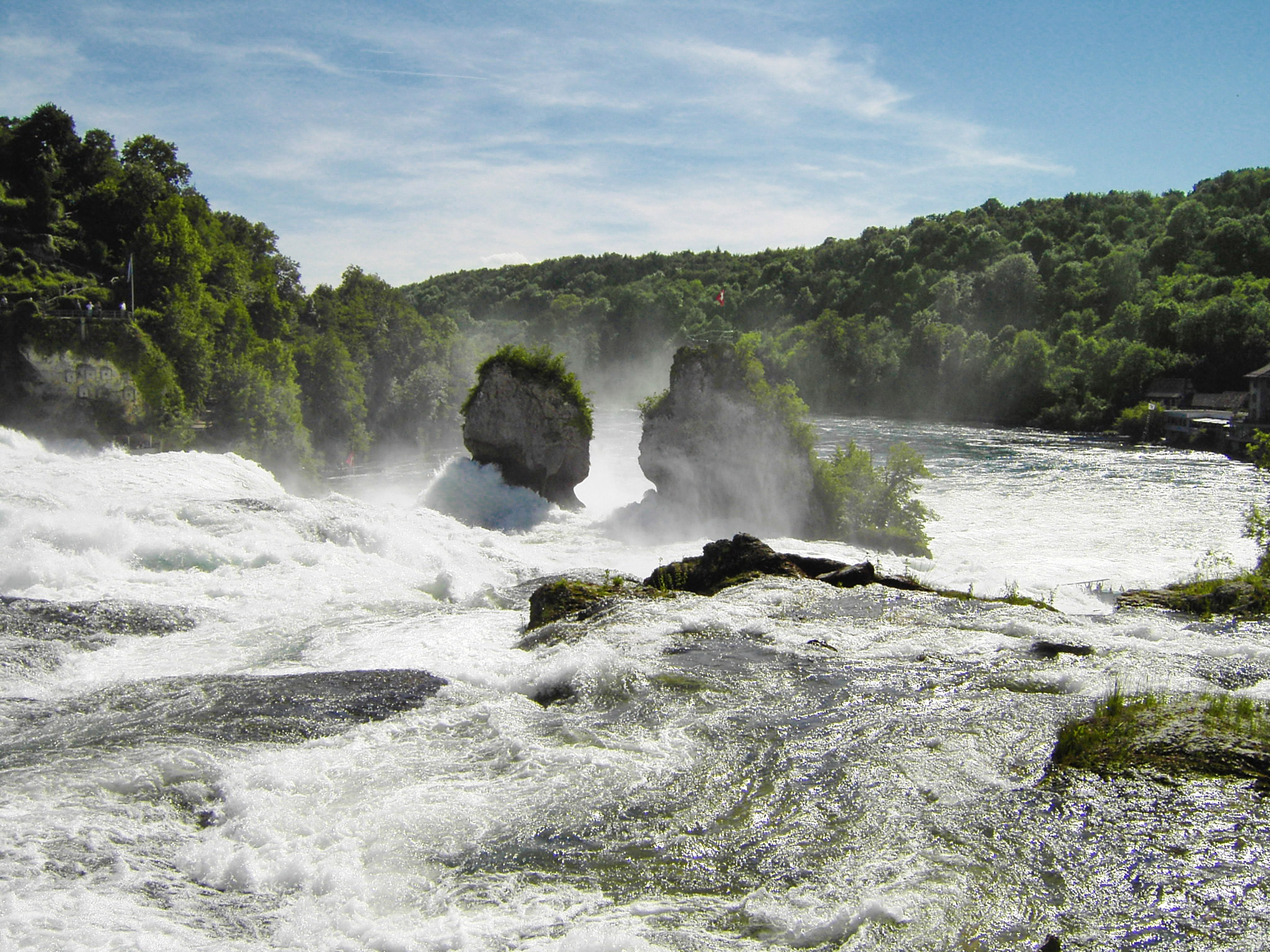
Der Rheinfall flussabwärts gesehen

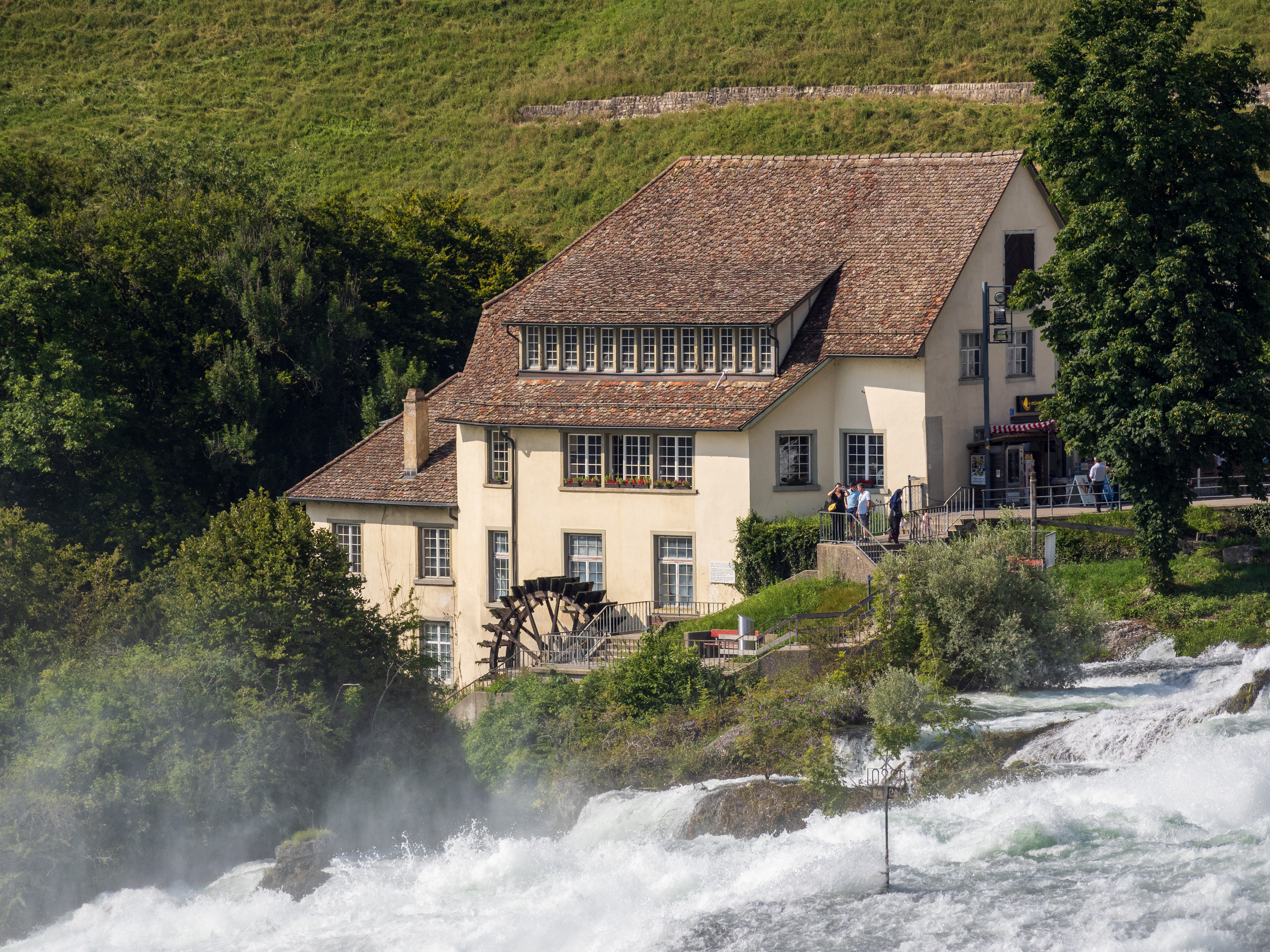
Wassermühle am Rheinfall

Seit alters her wurden besonders auf der Nordseite Mühlen am Rheinfall betrieben, die kleine Teile der Wasserkraft nutzten. Im 17. Jahrhundert wurde auf der rechten Seite des Falles ein Hochofen zur Verhüttung von Bohnerzen gebaut und etwa ein Jahrhundert lang und dann noch einmal in der ersten Hälfte des 19. Jahrhunderts betrieben. Anfang des 19. Jahrhunderts bekam Johann Georg Neher Rechte zur Nutzung der Wasserkräfte am Rheinfall, die lange in dessen Familie verblieben. Das Kraftwerk versorgte die Schweizerische Waggons-Fabrik und ab 1889 das erste europäische Aluminiumwerk der Aluminium-Industrie-Aktien-Gesellschaft mit Energie. 1947 folgte eine Umfirmierung in Rheinkraftwerk Neuhausen AG.
Die Nutzwassermenge des Kraftwerks beträgt 25 m³/s, was sich auf die verbleibende Wassermenge des Rheinfalls wenig auswirkt. Bei 23 Meter Gefälle verfügt das Kraftwerk Neuhausen mit einer Turbine über 4,4 MW installierte Leistung. Im Vergleich dazu leistet das wenige Kilometer stromaufwärts gelegene Kraftwerk Schaffhausen mit zwei Turbinen 25,5 MW bei einem Durchfluss von 425 m³/s. Die Betriebsführung erfolgt durch das Kraftwerk Reckingen, die Geschäftsleitung liegt bei der EnAlpin AG, einer Tochtergesellschaft der Energiedienst Holding.

### Weitere Planungen zur Nutzung
Auf der südlichen Zürcher Seite erhielt der Fabrikant Joachim Stauder 1862 und nochmals 1866 eine Konzession zur Nutzung des Wassers. Der Bau eines Wasserwerks, das eine mechanische Spinnerei und Werkstätte hätte betreiben sollen, wurde begonnen mit einem Zuleitungskanal. Als Überbleibsel dieses Baubeginns existiert südöstlich des Schlosses Laufen ein gemauerter Kanal und ein Inselchen von 140 Metern Länge und bis 20 Metern Breite. Die geplanten Turbinenkammern wurden nie gebaut und im Jahr 1872 verlor er die Wasserrechte. Auch andere Industrielle bemühten sich um die Nutzung der Wasserkraft auf der Zürcher Seite und bekämpften sich gegenseitig mit Einsprachen. Der Kanal befindet sich ungefähr dort, wo die Wasserentnahme für das 2024 vorgeschlagene Laufkraftwerk zu liegen käme.
Ein Konzessionsantrag der Firma J. G. Nehers Söhne & Cie. (Eisenwerk Laufen) im Jahr 1887, den Durchfluss im Kraftwerk auf 75 m³/s zu erhöhen, wurde von den Kantonen Zürich und Schaffhausen nicht genehmigt. Dagegen hatten sich im Besonderen Hermann Freuler, die Schweizerische Naturforschende Gesellschaft, der Schweizer Alpen-Club sowie wissenschaftliche Vereinigungen in der Schweiz gewehrt.
1913 wurde ein internationaler Wettbewerb zur Planung eines Schifffahrtswegs von Basel bis zum Bodensee ausgeschrieben. Gemäss dem Projektentwurf aus dem Anfang der 1960er-Jahre sollte der Rheinfall als Naturdenkmal mittels eines 552 Meter langen Schifffahrtstunnels und einer Schleuse hinter dem Schloss Laufen umgangen werden. 1919 wurde vom Baudirektor der Nordschweizerischen Kraftwerke erklärt, dass der Bau eines Rheinfall-Kraftwerks «den wirtschaftlichen Interessen der Allgemeinheit dienstbar gemacht werden müsse».
Da das Landschaftsbild am Rheinfall unberührt bleiben sollte, entstand am Rheinfall selbst kein grosses Wasserkraftwerk. 1944 bewilligte aber der Schweizerische Bundesrat die Konzession zum Bau des Kraftwerks Rheinau, das unterhalb des Rheinfalls liegt und den Rhein bis zum Rheinfallbecken aufstaut. Der Baubeginn erfolgte 1952. 1951 wurde eine Volksinitiative gegen die Schiffbarmachung des Hochrheins von über 150 000 Schweizer Bürgern eingereicht, 1952 von der Neuen Helvetischen Gesellschaft unter Federführung von Emil Egli eine Volksinitiative gegen den Bau eines weiteren Kraftwerkes, die von 49 angesehenen Schweizer Bürgern, darunter Hermann Hesse und Carl Jacob Burckhardt, unterzeichnet wurde. Über die Eingabe von 1952 fand 1954 eine Abstimmung statt, die mit 69 % der Stimmen abgelehnt wurde. Die Planungen für die Schiffbarmachung des Hochrheins wurden später eingestellt.
Am 10. April 2013 berichtete das Nachrichtenmagazin 10 vor 10 des Schweizer Fernsehens über ein neues Kraftwerksprojekt der Schaffhauser Kraftwerke am Rheinfall, welches den Fluss oberhalb des Rheinfalls anzapfen und so die Wassermenge in der Nacht erheblich reduzieren würde. Die Eidgenössische Natur- und Heimatschutzkommission und der Kanton Schaffhausen signalisierten ihre Zustimmung, der Rheinaubund seine strikte Ablehnung. Eine Änderung des kantonalen Wasserwirtschaftsgesetzes, das ein weiteres Kraftwerk oberhalb des Rheinfalls ermöglicht hätte, wurde am 18. Mai 2014 vom Volk abgelehnt.
Im Jahr 2022 stimmte das Schaffhauser Parlament einer Gesetzesänderung zu, welche die Planung von Kraftwerksbauten am Rheinfall erlaubt. Im Juli 2024 wollte die Zürcher Regierung ein unterirdisches Kraftwerk auf der Zürcher Seite im Kantonalen Richtplan eintragen. Das entnommene Wasser würde durch einen 330 Meter langen Stollen geleitet und bei Dachsen turbiniert. Die maximale Entnahme würde 125 Kubikmeter pro Sekunde betragen.

## Befahrung

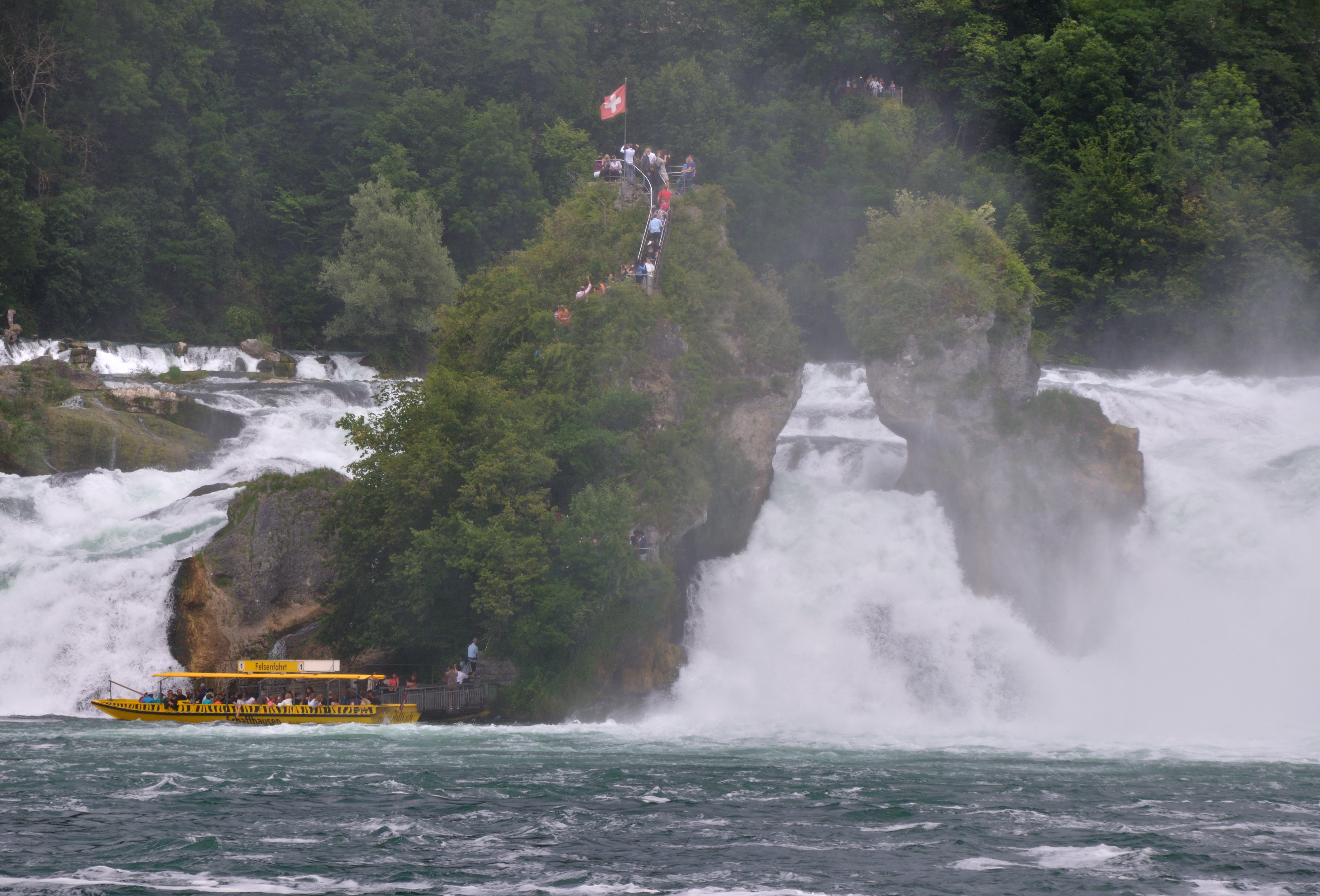
Ein Boot hat am Landesteg des Mittelfelsens angelegt.

Die Befahrung des Rheinfalls galt lange Zeit als unmöglich. Dennoch wurde der Rheinfall mehrmals mit Kajaks befahren. 1999 wurde die Bootsfahrt zwischen Flurlinger Brücke und Rheinfall offiziell verboten. Es erfolgen jedoch weiterhin vereinzelt Befahrungen mit Kajaks, mindestens einmal mit Handpaddel (April 2007), oder selten auch im Kanadier (Januar 1997). Die Bilder und Videos werden zum Teil im Internet veröffentlicht. Wenn die Paddler von der Polizei gefasst werden, drohen ihnen bis zu 5000 Franken Strafe.
Eine irrtümliche Befahrung mit einem Boot, die beinahe in einer Katastrophe endet, kommt in der Filmkomödie Drei Mann in einem Boot aus dem Jahr 1961 vor.
Der Mittelfelsen des Rheinfalls, auf dem die Schweizer Flagge gehisst ist, kann durch einen Bootsverkehr mit kleinen Booten erreicht werden.

## Rheinfallschaum
Seit den 1970er-Jahren wird unterhalb des Rheinfalls im Sommer eine starke Schaumbildung beobachtet, die Schaumfahnen sind auch kilometerweit unterhalb noch zu sehen. Untersuchungen der kantonalen Ämter haben gezeigt, dass es sich dabei nicht um befürchtete Wasserverschmutzung durch Waschmittelrückstände oder andere Abwässer handelt. Christian Wegner von der Friedrich-Schiller-Universität in Jena hat in seiner Doktorarbeit nachgewiesen, dass die Ursache des Schaums beim Flutenden Wasserhahnenfuss (Ranunculus fluitans) zu suchen ist.

## Darstellungen in der Kunst
Seit Jahrhunderten ist der Rheinfall ein beliebtes Sujet der Kunstwelt:
- Erstmals bekundet wurde der Rheinfall von Joachim Patinir im Gemälde Taufe Christi (1515–1520) bildlich wiedergegeben[22]
- Von Sebastian Münster existiert in der Cosmographia (1544) ein Holzschnitt des Rheinfalls
- Johann Ulrich Krauß fertigte 1681 die Radierung Der Große Rheinfall bei Schaffhausen, genannt der Lauffen
- Die bedeutendste Darstellung dürfte jene von William Turner sein (um 1805/1806)
- Johann Ludwig Bleuler: Der Rheinfall von Schaffhausen, um 1850. Kolorierte Lithografie im Rosgartenmuseum Konstanz

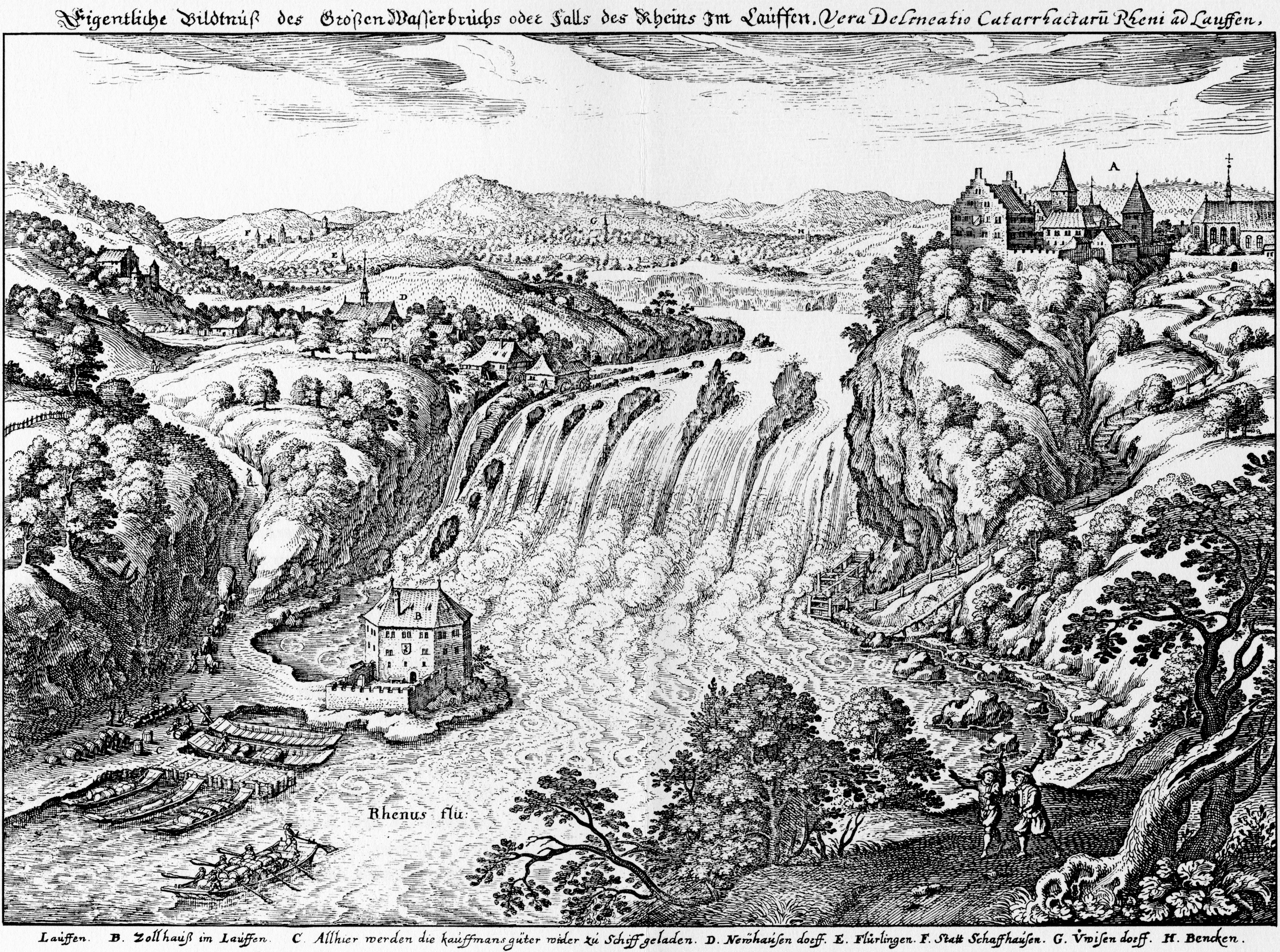
Rheinfall und Schloss Laufen um 1642, Topographia Helvetiae, Rhaetiae et Valesiae, Matthäus Merian der Ältere
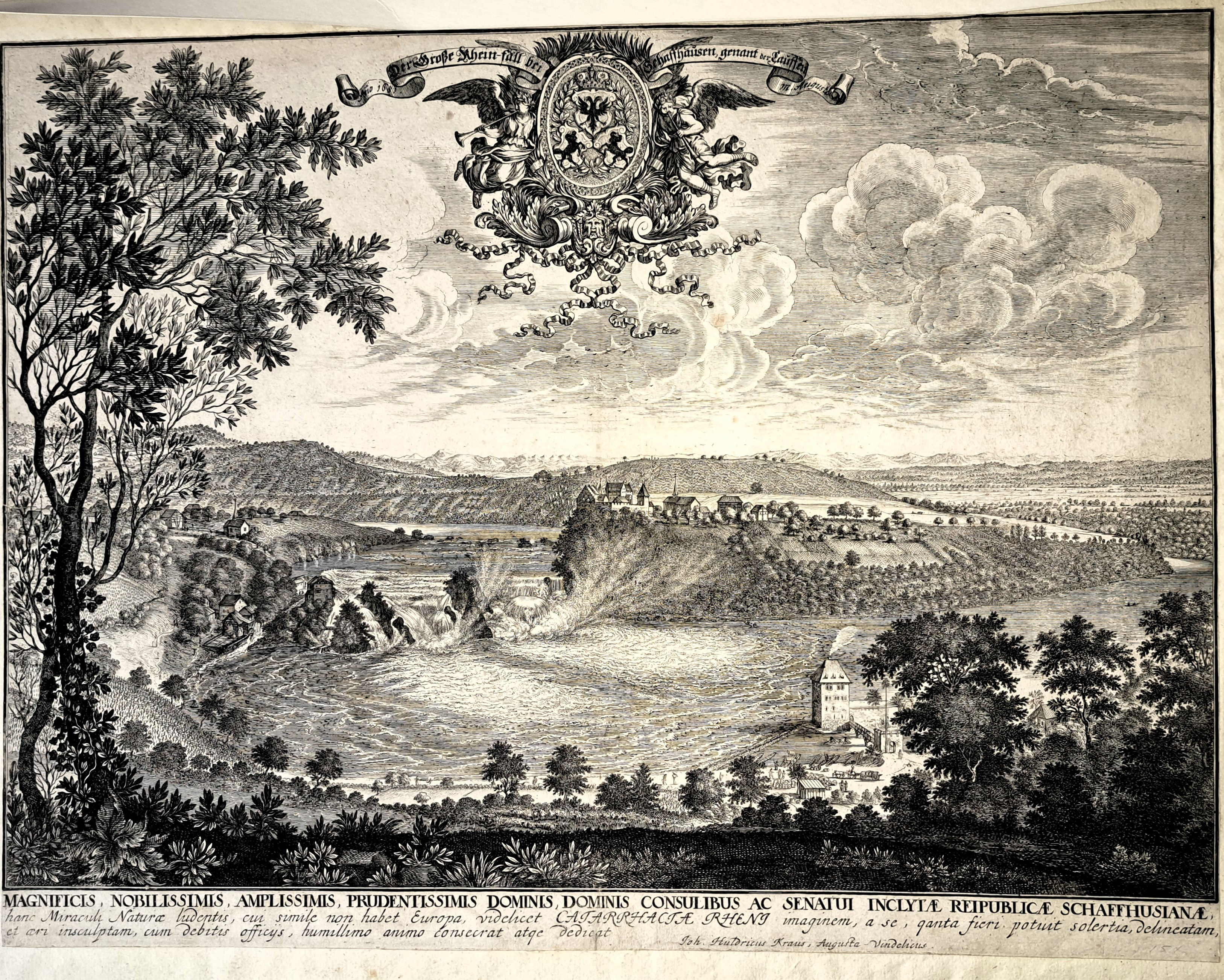
«An̅o 1681. Der Große Rhein-fall bei Schaffhausen, genant der Lauffen», Johann Ulrich Krauß
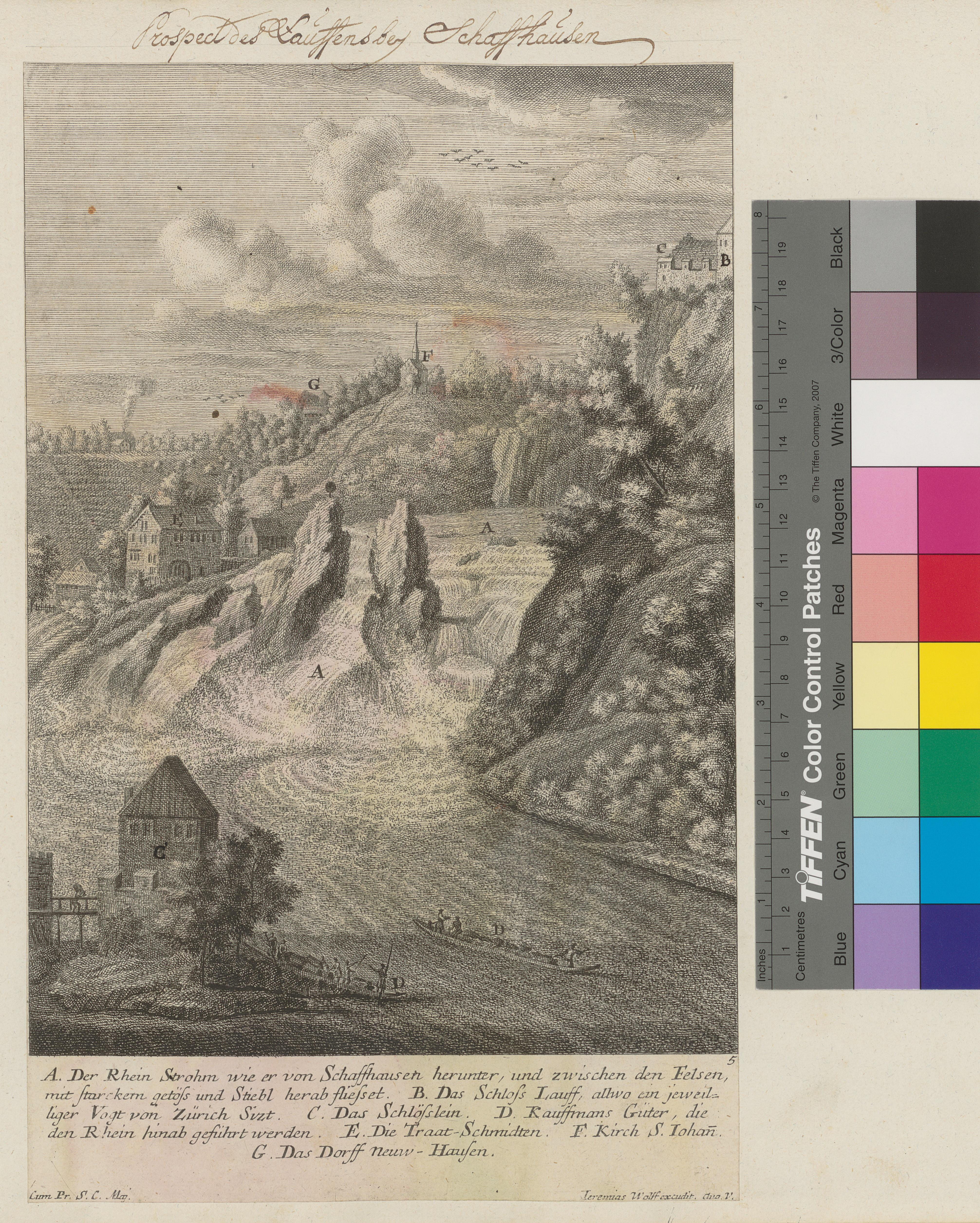
Jeremias Wolff nach Johann Melchior Füssli, um 1710
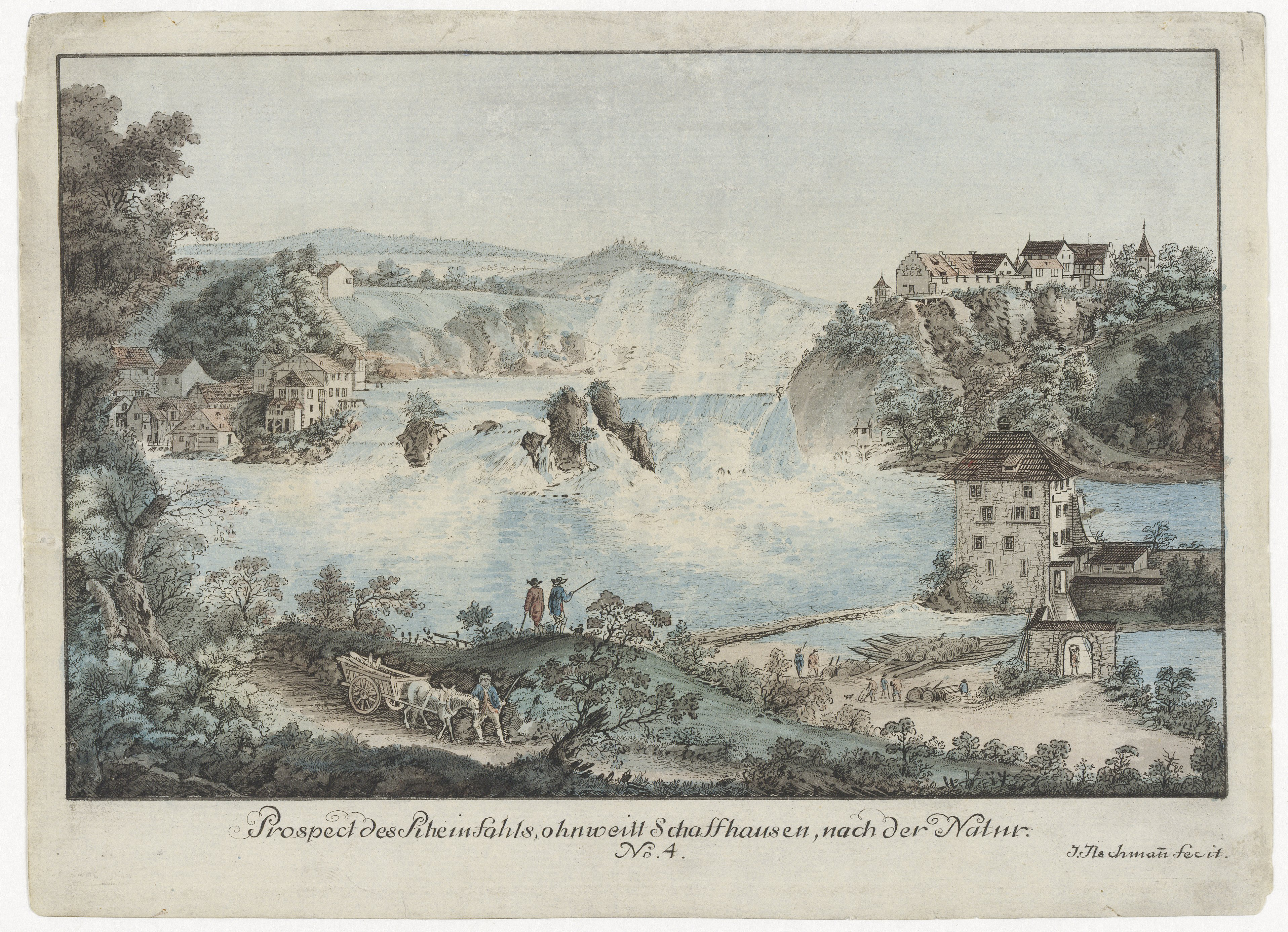
«Prospect des Rheinfahls, ohnweitt Schaffhausen», um 1784, Radierung von Johann Jakob Aschmann
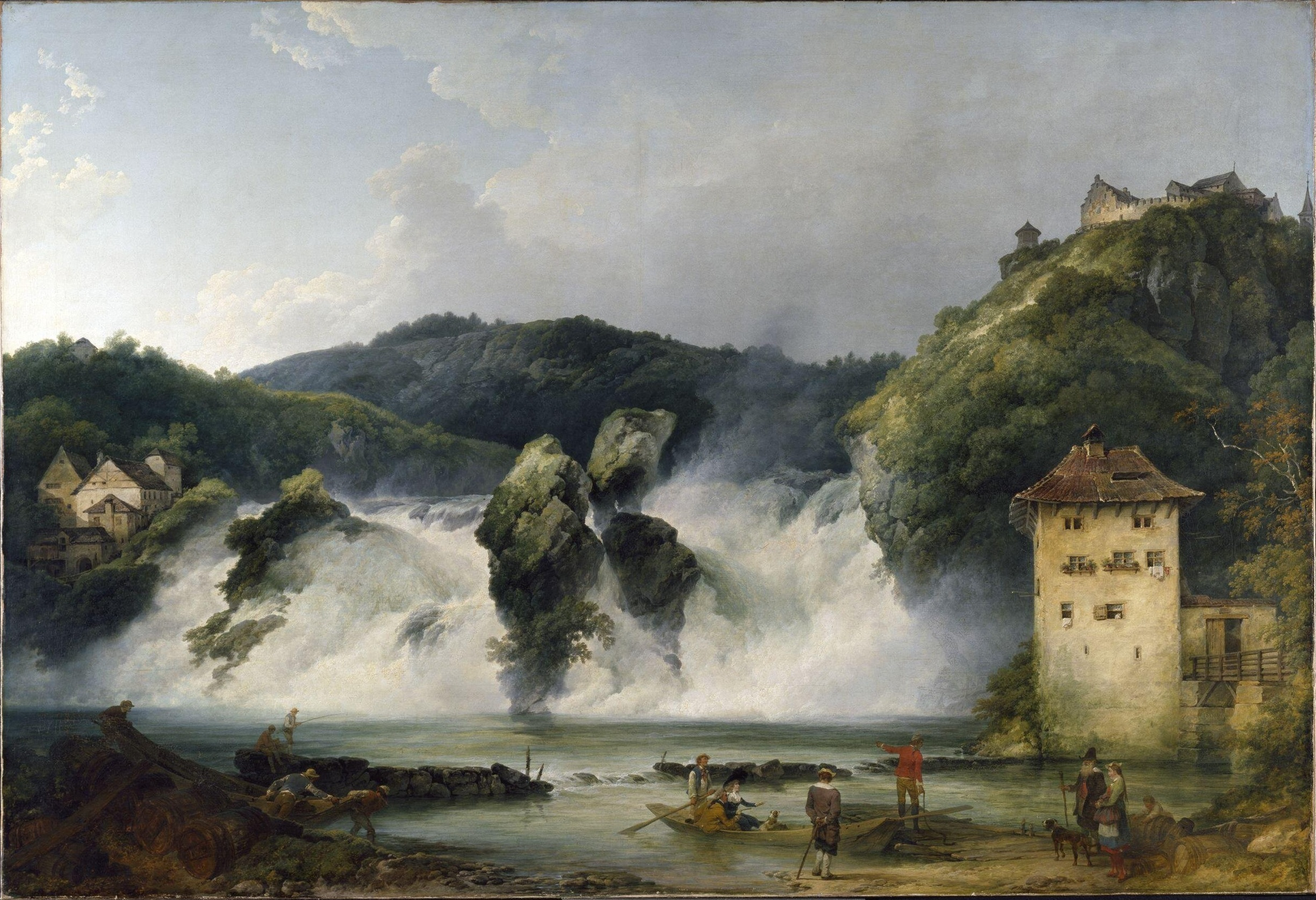
The Falls of the Rhine at Schaffhausen, 1788, Philip James de Loutherbourg, Victoria and Albert Museum
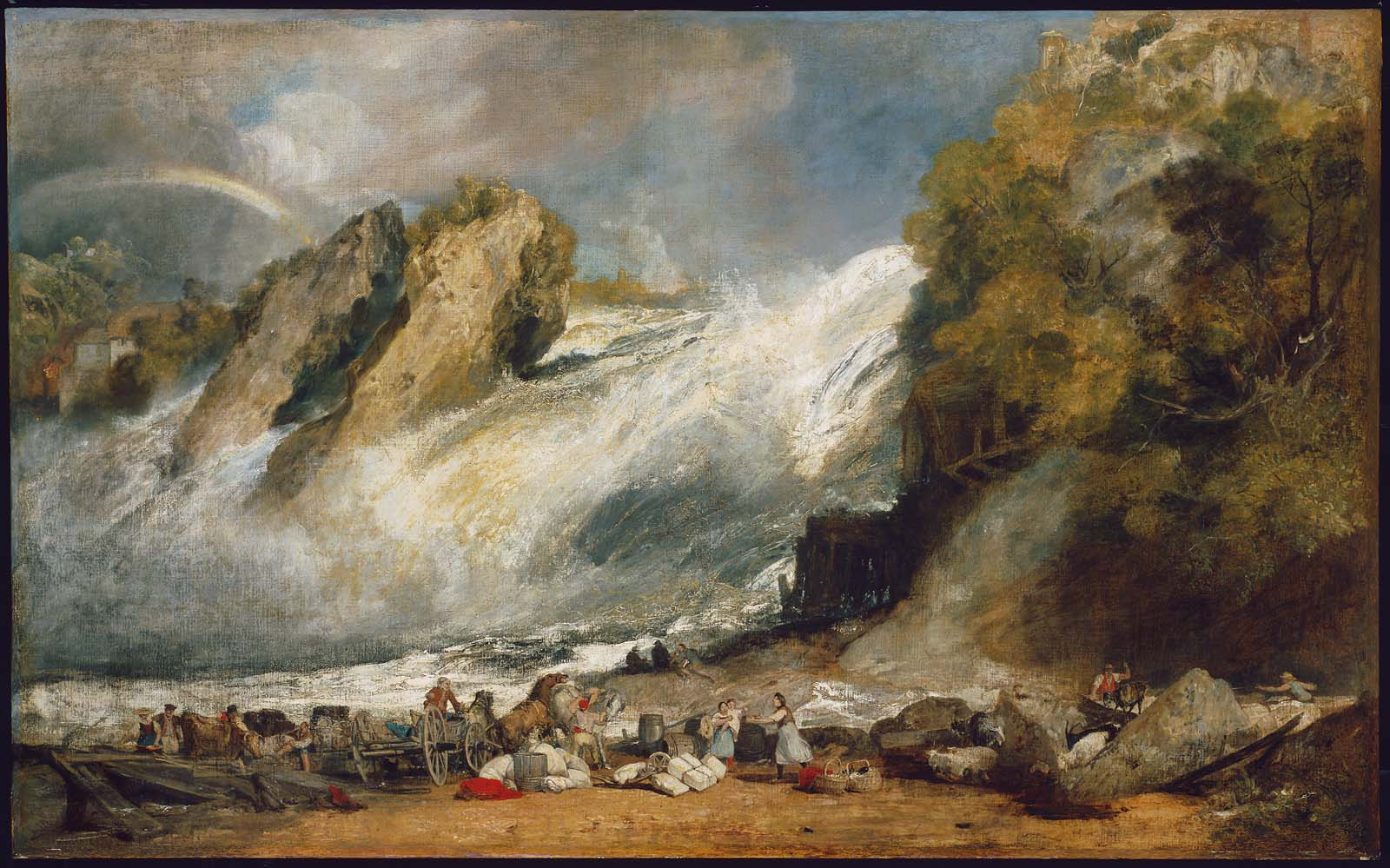
Fall of the Rhine at Schaffhausen, um 1805/1806, William Turner, Museum of Fine Arts, Boston
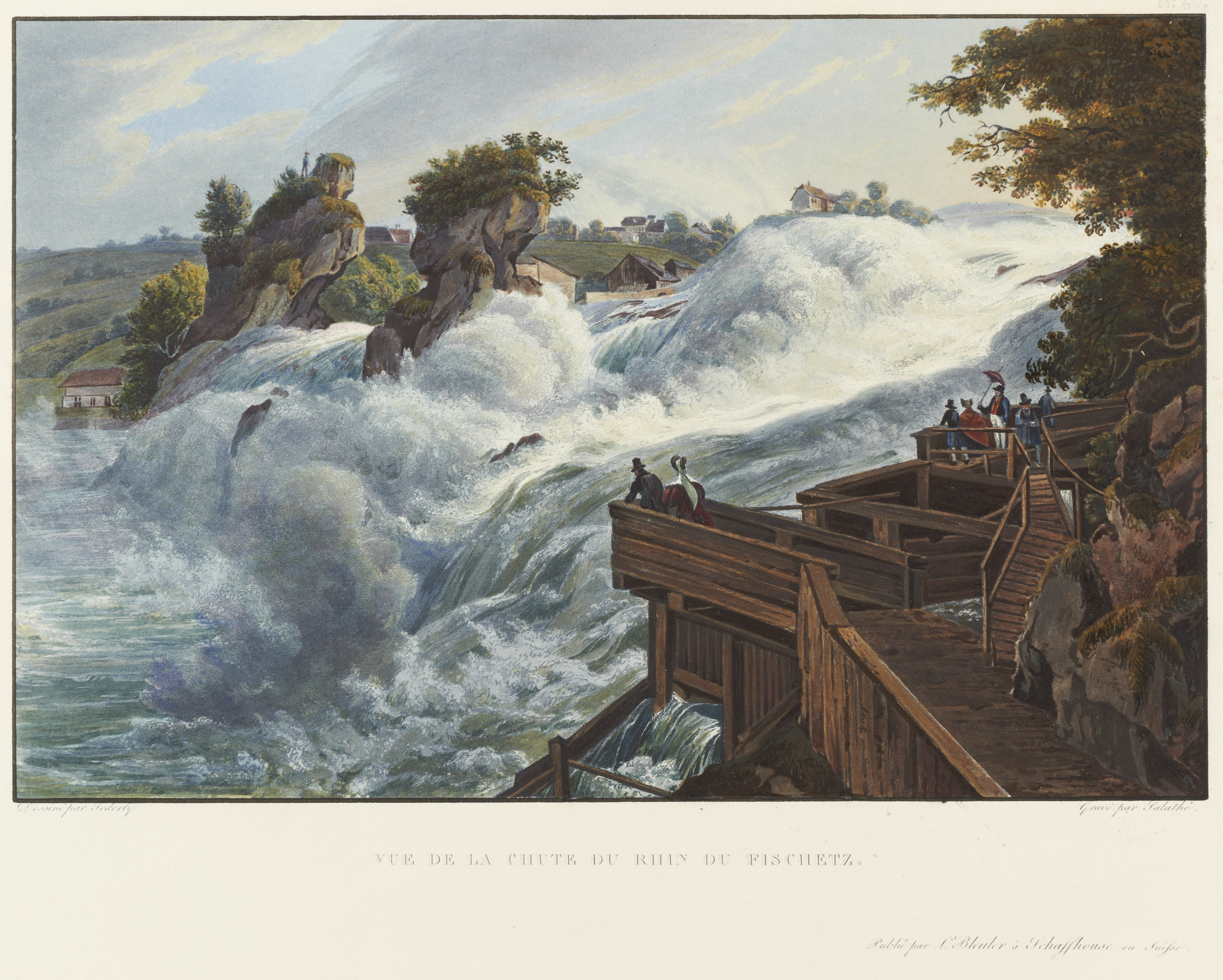
Vue de la chute du Rhin du Fischetz, 1836, kolorierte Aquatinta von Friedrich Salathé nach einer Zeichnung von Egidius Federle
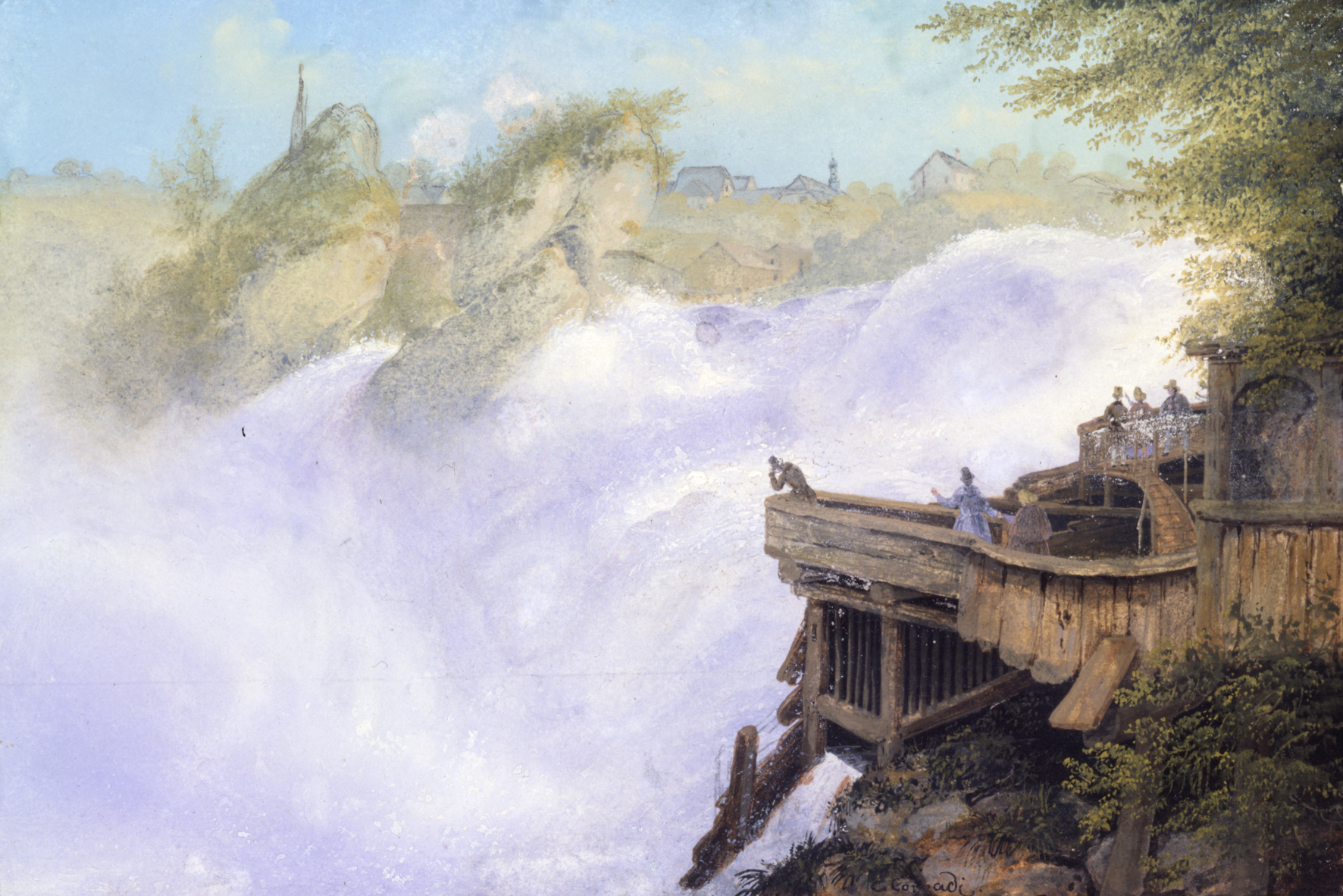
Der Rheinfall bei Schaffhausen, 1860, Gouache von Konrad Corradi
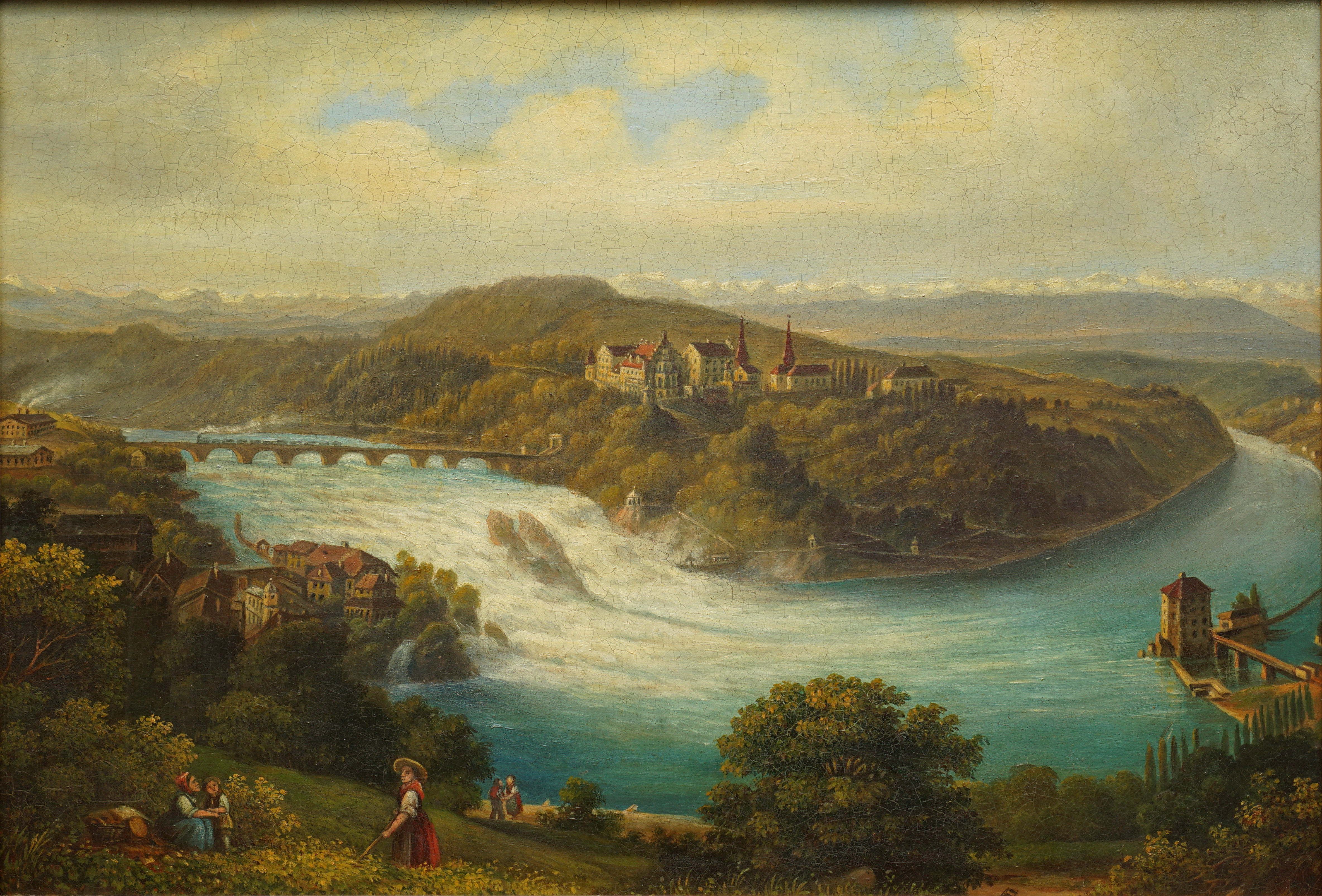
Rheinfall mit Fabriken und der 1855/1856 erbauten Eisenbahnbrücke bei Laufen, um 1870,  Heinrich Müller
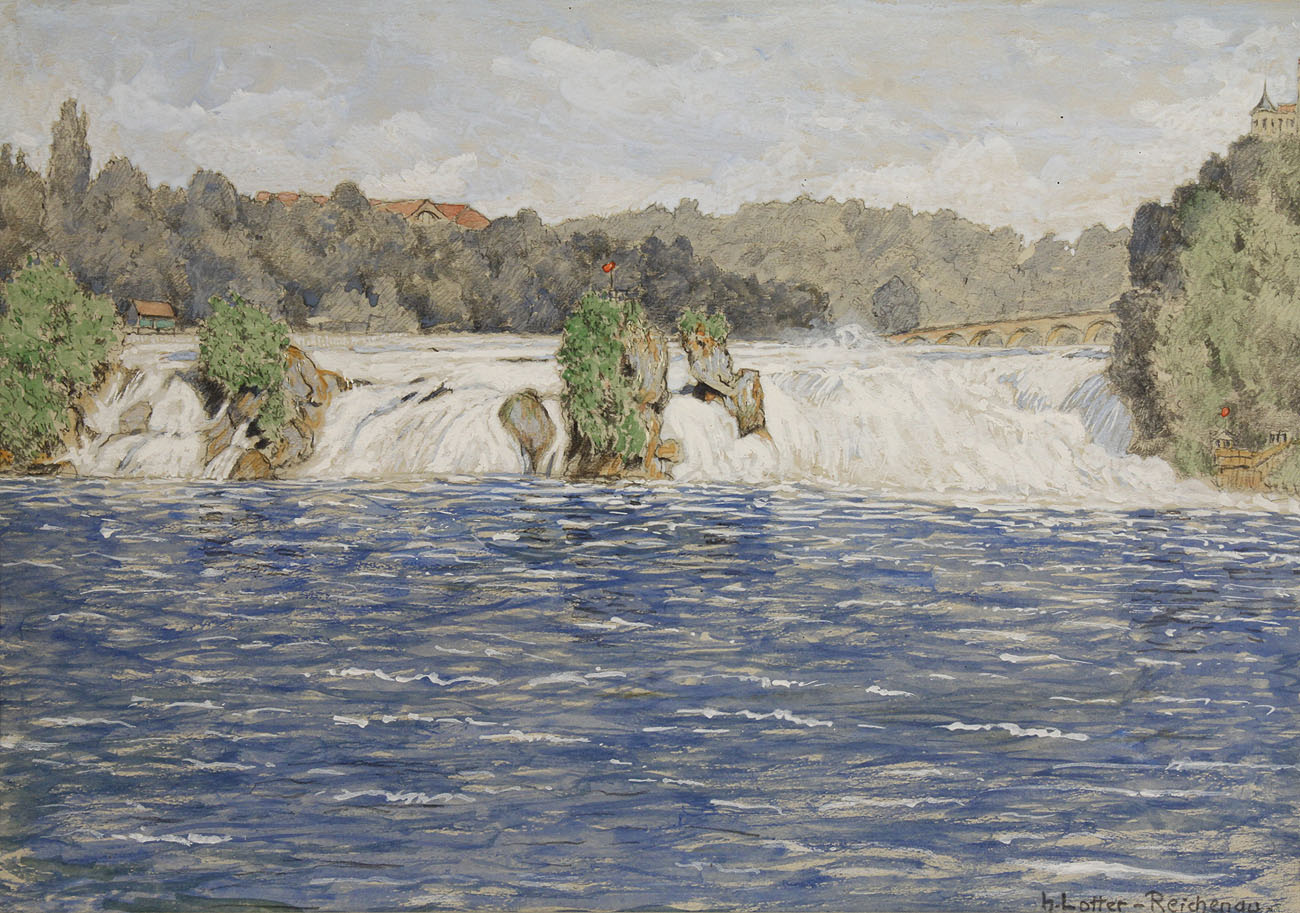
Heinrich Lotter, vor 1941

## Beschreibungen in der Literatur
Zahlreiche – auch berühmte – Schriftsteller besuchten den Rheinfall und beschrieben ihn, so Goethe, Wilhelm Heinse, Mörike und weitere.
1797 besuchte Johann Wolfgang von Goethe den Rheinfall und war von diesem Naturschauspiel derart begeistert, dass er das literarische Motiv des Wasserfalls in seinem Faust II aufnahm.
Eduard Mörike schrieb über den Wasserfall: «Halte dein Herz, o Wanderer, fest in gewaltigen Händen! Mir entstürzte vor Lust zitternd das meinige fast. Rastlos donnernde Massen auf donnernde Massen geworfen, Ohr und Auge, wohin retten sie sich im Tumult?»

## Galerie

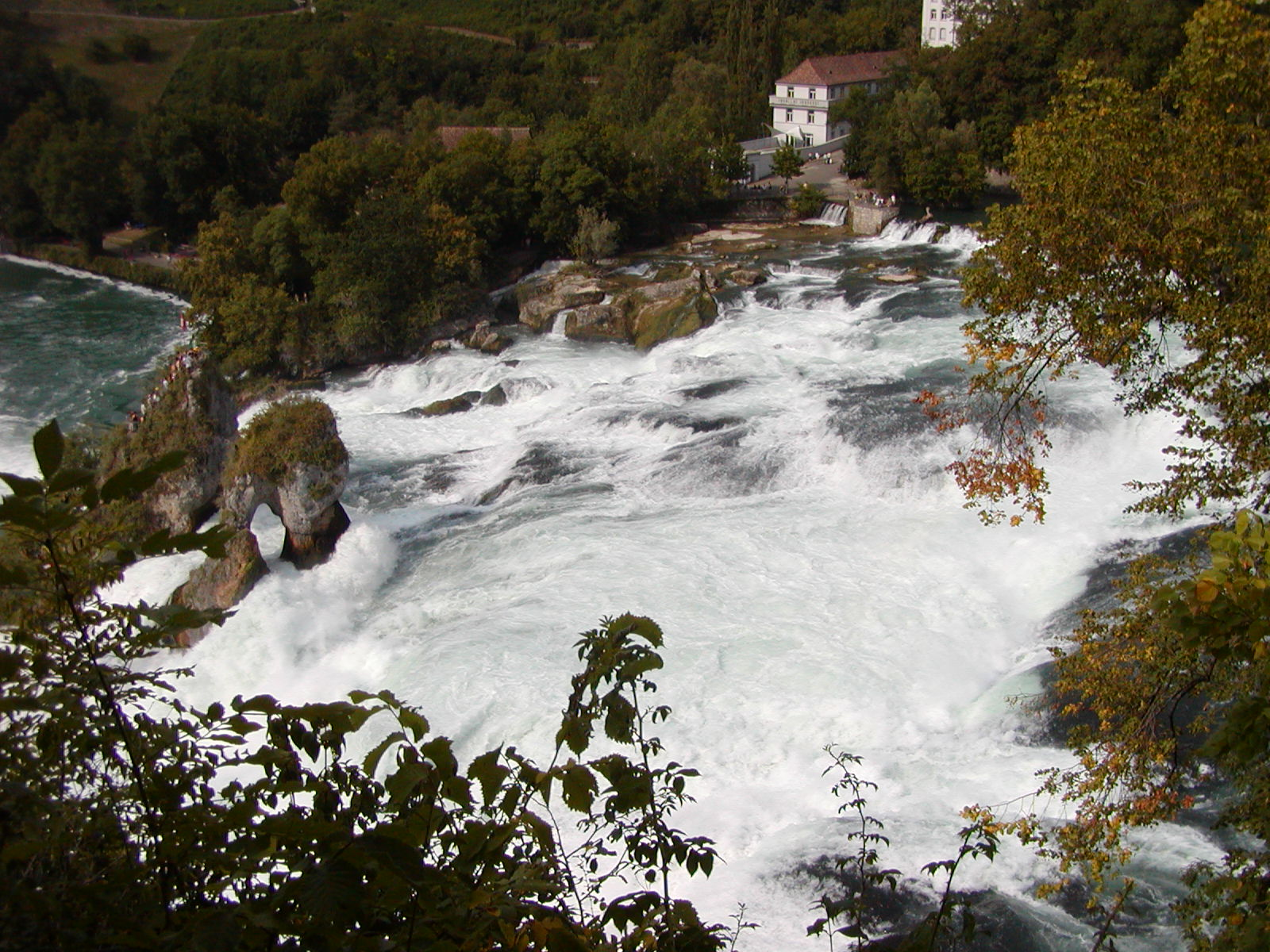
Blick von Schloss Laufen
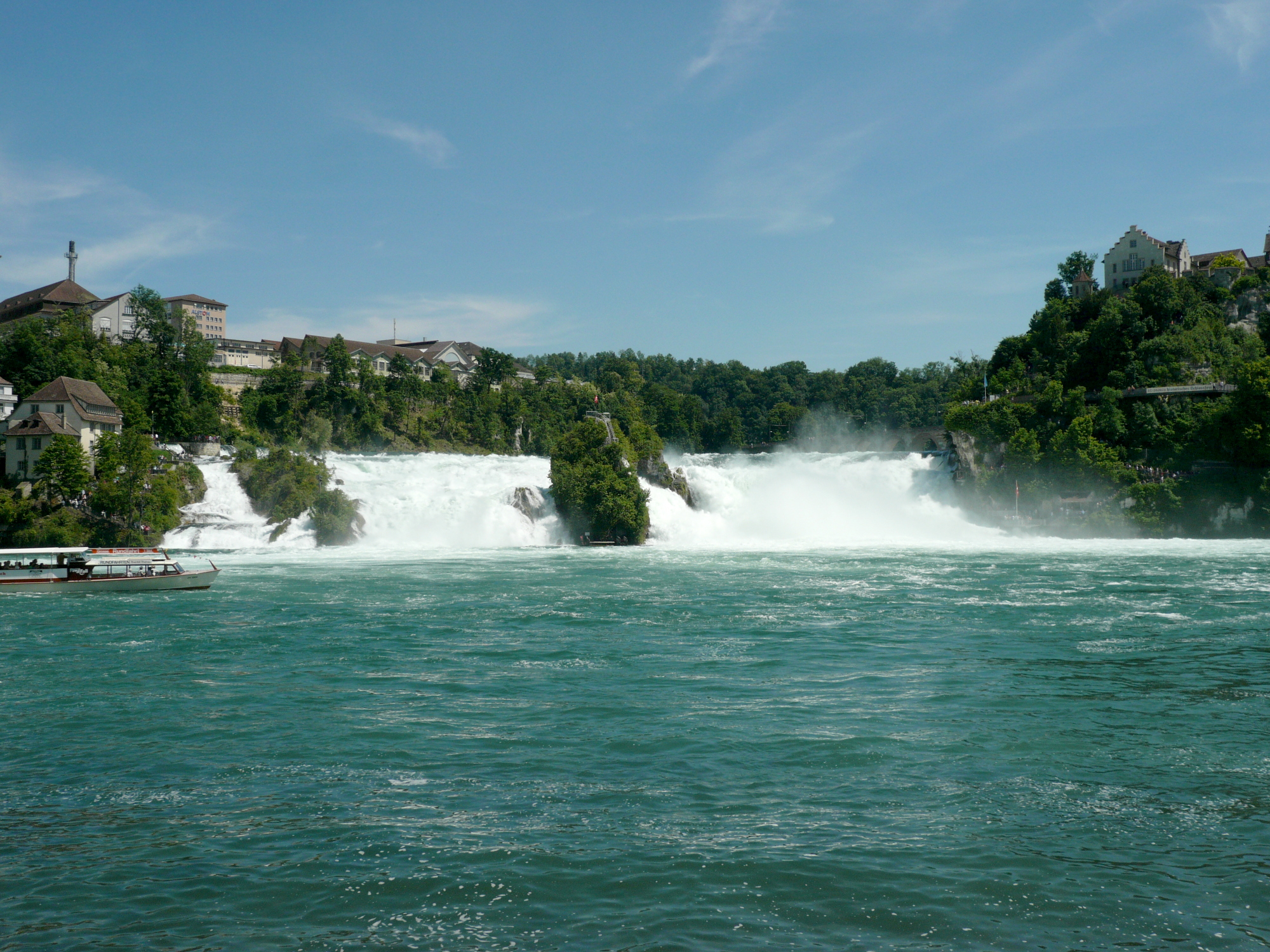
Rheinfall bei Hochwasser im Juni 2013
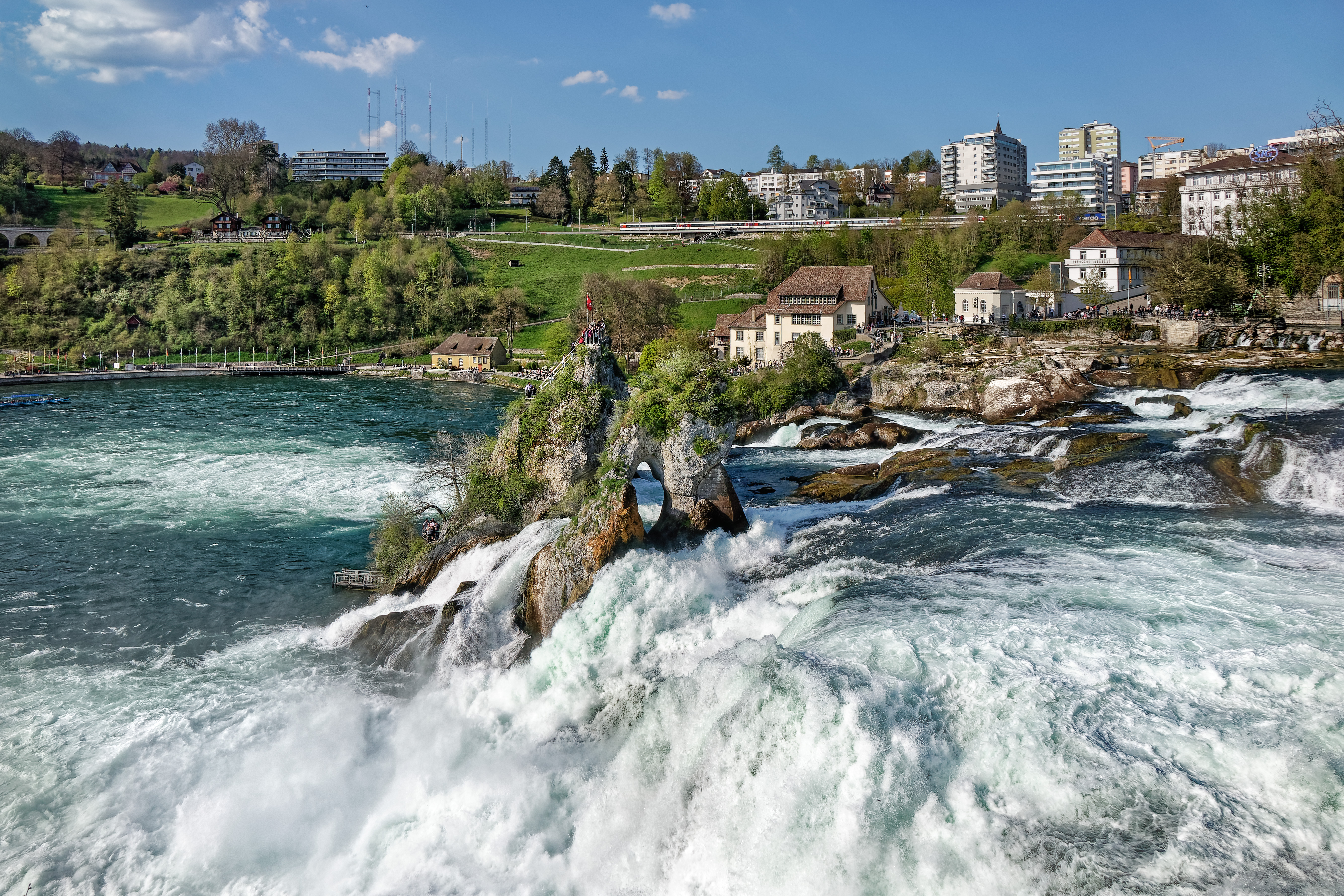
Rheinfall. Ausblick unterhalb vom Schloss Laufen
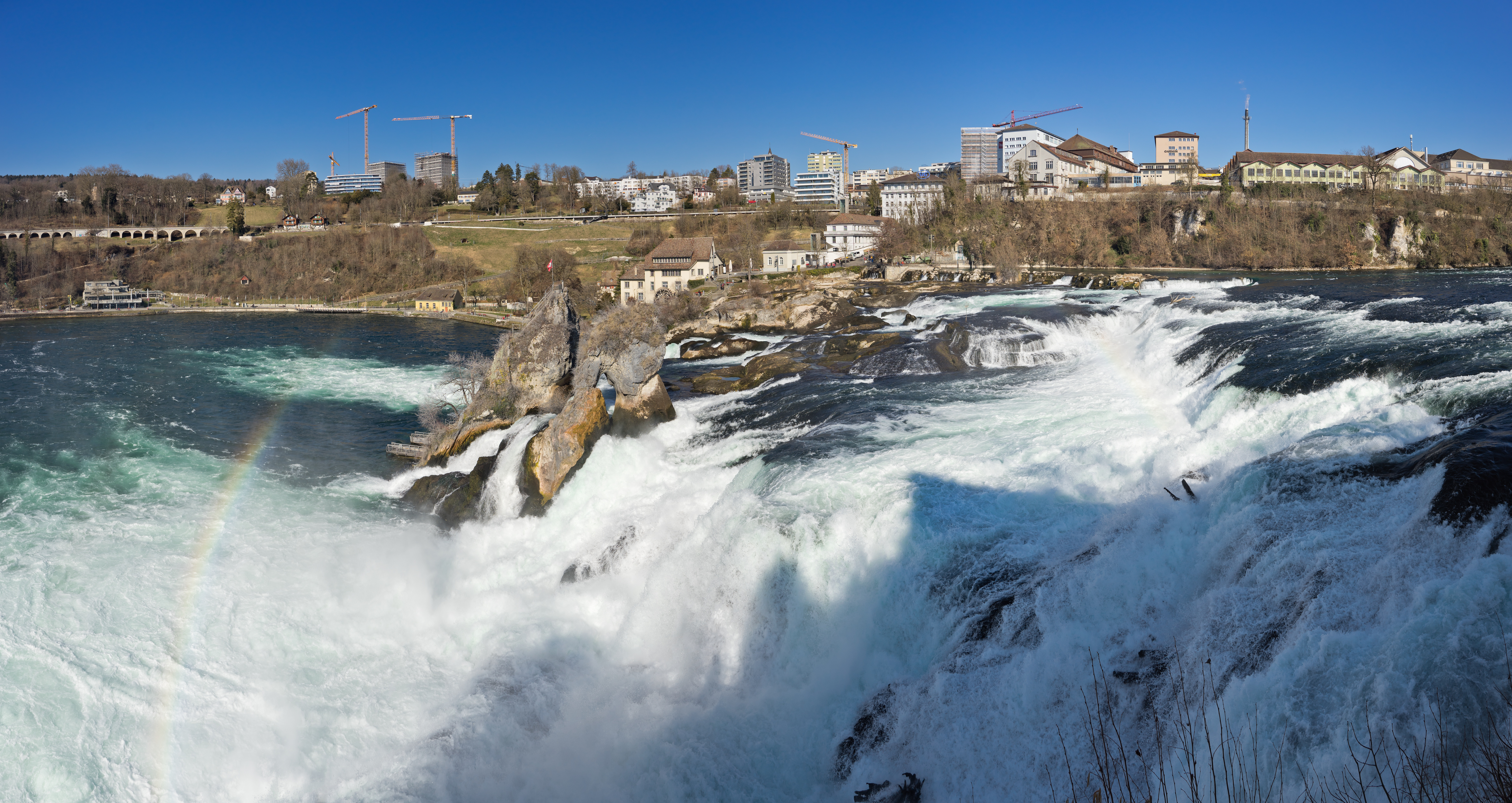
Ansicht von der Südseite, Ende Februar 2022
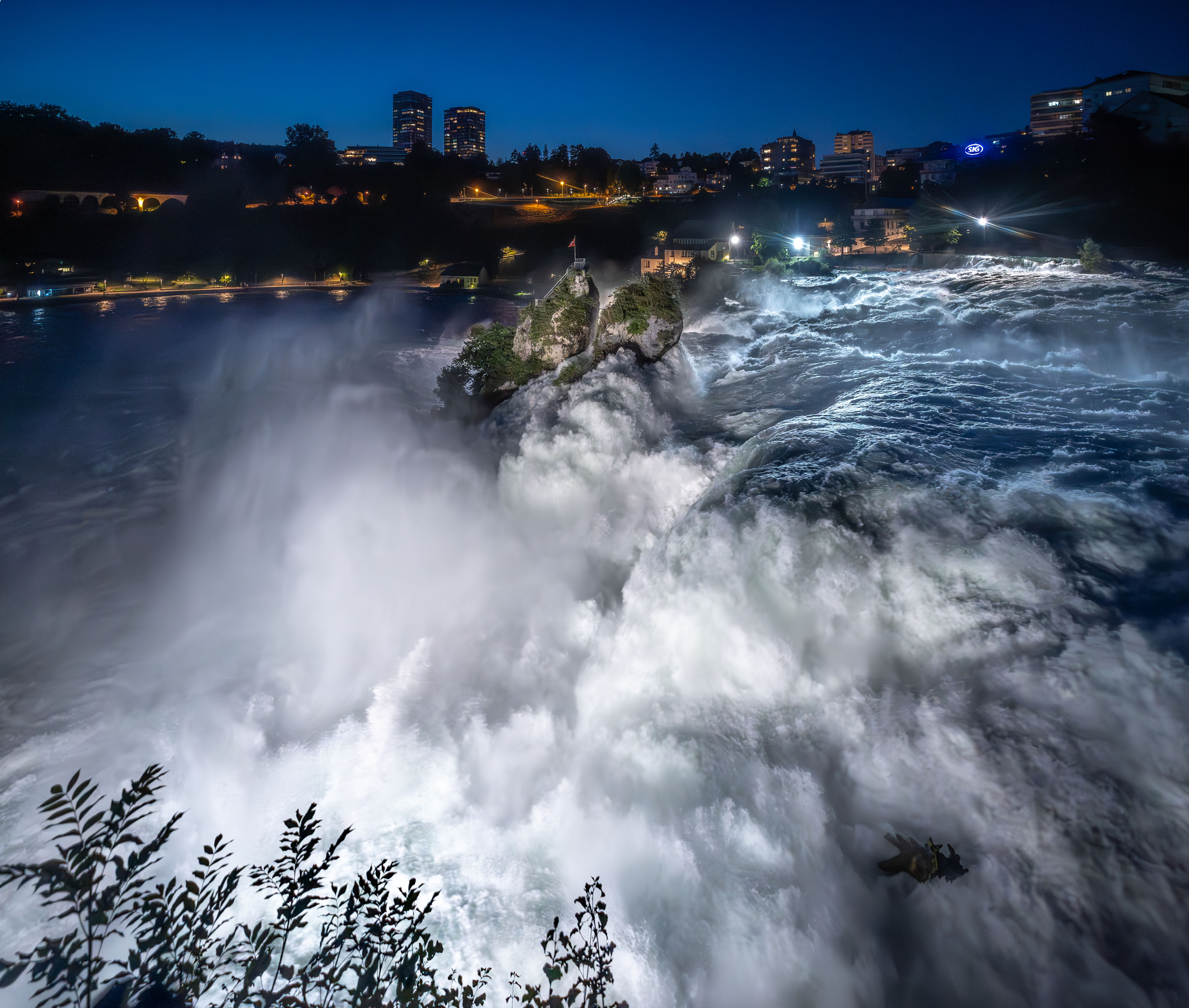
Der Rheinfall wird abends bis 23 Uhr mit Flutlicht beleuchtet.